# Prospect Park (línea Brighton)
Prospect Park es una estación en la línea Brighton del metro de la ciudad de Nueva York, localizada en Empire Boulevard y la Avenida Flatbush en Flatbush, Brooklyn.
Prospect Park tiene cuatro vías y dos plataformas centrales. Actualmente, sólo tres vías están en servicio de ingresos. El servicio de la Avenida Franklin usa las vías locales para terminar. Los trenes de los servicios B y Q usan las vías expresas. 

## Conexiones de autobuses
- B16 hacia Kensington, Borough Park y Bay Ridge
- B41 al norte hacia Downtown Brooklyn; al sur hacia Flatbush, Brooklyn College y Kings Plaza
- B43
- B48